# 凤鸣镇 (内江市)
凤鸣镇，原为凤鸣乡，是中华人民共和国四川省内江市市中区曾经下辖的一个镇。2015年5月，撤乡设镇。2019年12月，撤销凤鸣镇，将原凤鸣镇龙洞村、白蜡园村、三边冲村所属行政区域划归白马镇管辖，将原凤鸣镇鸡公店社区、凤鸣村、王板桥村、天台村、书房湾村所属行政区域划归全安镇管辖。

## 行政区划
凤鸣镇撤销前下辖以下地区：
鸡公店社区、龙洞村、白蜡园村、三边冲村、天台村、王板桥村、书房湾村和凤鸣村。